# Ex Ospedale degli Incurabili
Ex Ospedale degli Incurabili (pol. [były] Szpital dla Nieuleczalnie Chorych) – renesansowy budynek położony w weneckiej dzielnicy Dorsoduro przy nabrzeżu Fondamenta delle Zattere, w pobliżu kościoła Spirito Santo. Fasada jego wychodzi na Canale della Giudecca. Mieścił w nim się niegdyś szpital dla nieuleczalnie chorych. Od 2004 roku jest główną siedzibą Accademia di Belle Arti di Venezia (Weneckiej Akademii Sztuk Pięknych).

## Historia
Szpital ufundował w XVI wieku szlachcic Gaetano z Thiene, przeznaczając go dla chorych na syfilis. Budynek byłego szpitala posiada charakterystyczną, długą, białą fasadę, której podstawa została obłożona kamieniem z Istrii. Rozciąga się wzdłuż brzegów kanału Giudecca, naprzeciwko  kościoła Il Redentore, położonego na przeciwległym brzegu. Dwukondygnacyjny budynek został zbudowany w drugiej połowie XVI wieku według projektu Jacopo Sansovino i prawdopodobnie Antonia Zentaniego. Prace budowlane, prowadzone od 1572 do 1591 roku, nadzorował inny architekt – Antonio da Ponte, znany z projektu przebudowy mostu Rialto. Budynek składa się z czterech długich skrzydeł. Na wewnętrznym, prostokątnym dziedzińcu zbudowano kościół, który w 1831 roku został rozebrany. W późniejszym okresie w budynku mieścił się sierociniec, komenda wojskowa i sąd dla nieletnich. Od 2004 roku mieści się w nim siedziba główna Accademia di Belle Arti di Venezia (Weneckiej Akademii Sztuk Pięknych).